# Corsigliese
Der Corsigliese ist ein Fluss in Frankreich, der im Département Haute-Corse auf der Insel Korsika verläuft. Er entspringt im Regionalen Naturpark Korsika, beim Weiler Campidondico, im Gemeindegebiet von Sant’Andréa-di-Bozio, entwässert generell in südöstlicher Richtung durch das korsische Gebirge und mündet nach rund 24 Kilometern im Gemeindegebiet von Giuncaggio als linker Nebenfluss in den Tavignano.

## Orte am Fluss
(Reihenfolge in Fließrichtung)
- Piedicorte-di-Gaggio
- Ampriani
- Pietraserena
- Pancheraccia
- Corsiglièse, Gemeinde Giuncaggio